# Richard Cragun

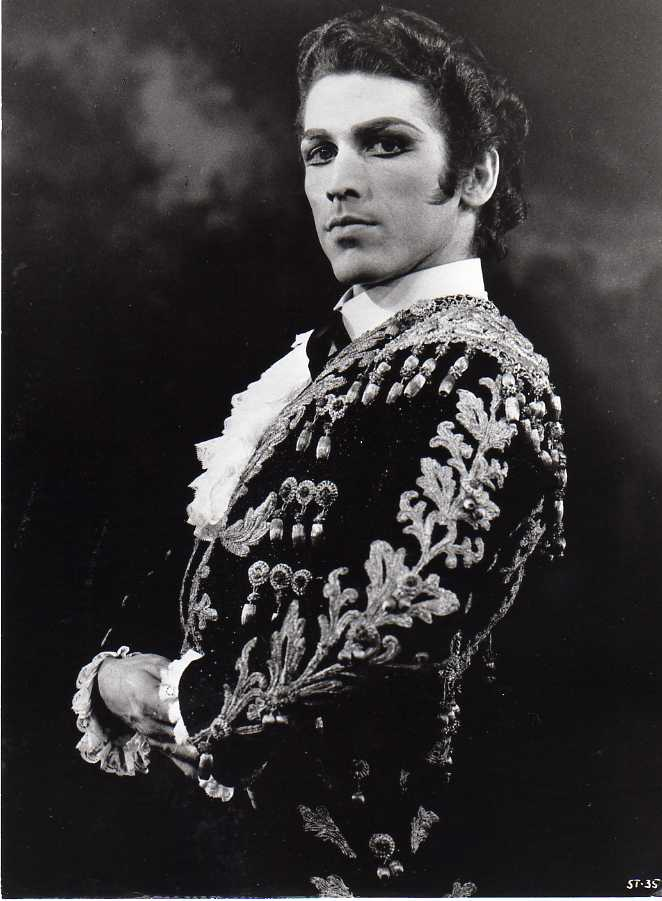
Richard Cragun

Richard Cragun (* 5. Oktober 1944 in Sacramento, Kalifornien; † 6. August 2012 in Rio de Janeiro, Brasilien) war ein US-amerikanischer Tänzer.

## Karriere
Cragun studierte an der Banff School of Fine Arts in Kanada, der Royal Ballet School und bei Vera Volkova in Kopenhagen. 
Seine künstlerische Entwicklung war eng mit John Cranko verbunden, der ihn 1962 für das Stuttgarter Ballett verpflichtete. In Crankos Choreografien erlangte er Weltruhm, insbesondere mit seiner Tanzpartnerin Marcia Haydée, mit der er auch 16 Jahre zusammenlebte.  Auch nach Crankos Tod blieb er dem Stuttgarter Ballett bis zum Ende seiner tänzerischen Karriere im Jahre 1996 treu. Dort, und bei vielen Gastauftritten auf der ganzen Welt, arbeitete er mit einigen Choreografen, die die Entwicklung des Tanzes maßgeblich prägten. So tanzte er unter anderem in Choreografien von Kenneth MacMillan, John Neumeier, Jiří Kylián, William Forsythe und Maurice Bejart.
Von 1996 bis 1999 war er Ballettdirektor an der Deutschen Oper Berlin. Anschließend leitete er bis 2005 gemeinsam mit seinem Lebensgefährten Roberto de Oliveira, dem ehemaligen Haus-Choreographen des Stuttgarter Balletts, die Ballettkompanie des Theatro Municipal in Rio de Janeiro. Anschließend gründete er dort mit de Oliveira eine Compagnie und eine Schule für Kinder aus den Favelas.